# Diocèse de Tibú
Le diocèse de Tibú (en latin : Dioecesis Tibuensis ; en espagnol : Diócesis de Tibú) est un diocèse de l'Église catholique en Colombie, suffragant de l'archidiocèse de Nueva Pamplona.

## Territoire

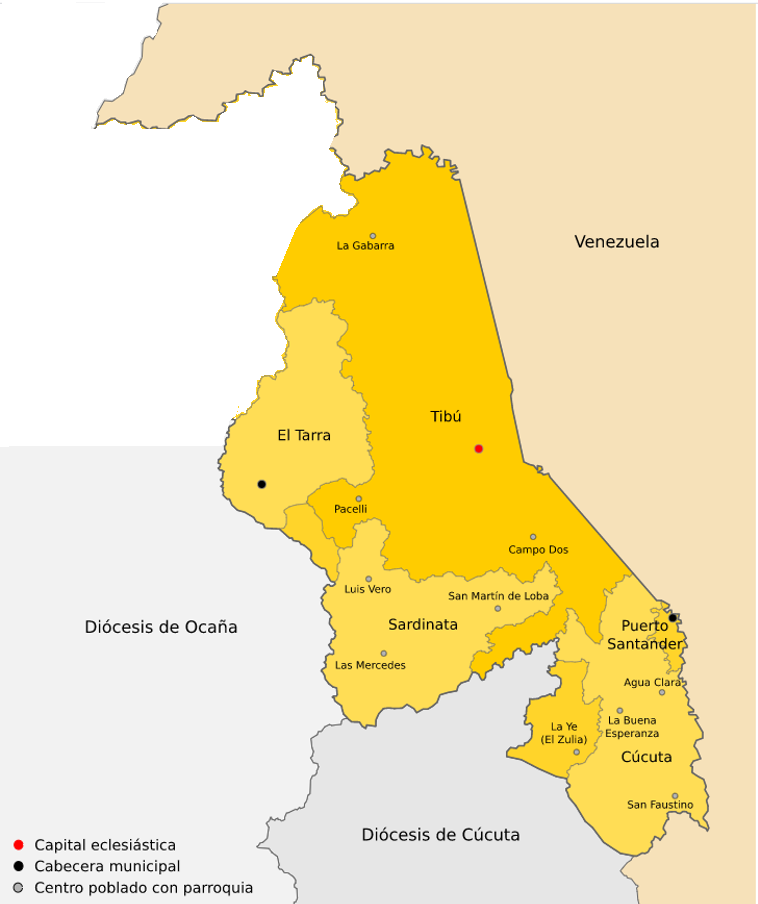

Il comprend les municipalités de Tibú d'El Tarra et Puerto Santander ainsi qu'une partie des municipalités de Convención, Cúcuta, El Carmen, El Zulia, Sardinata et Teorama du département de Norte de Santander ce qui correspond à un territoire de 7 840 km2 divisé en 17 paroisses.
Il possède un territoire d'une superficie de 7 840 km2 divisé en 17 paroisses. Le siège épiscopal est dans la ville de Tibú où se trouve la cathédrale Saint-Louis-Bertrand.

## Historique
La prélature territoriale de Bertrania en el Catatumbo est érigée le 1er août 1951 par la constitution apostolique In nimium territorium du pape Pie XII en prenant sur le territoire des diocèses de Nueva Pamplona (aujourd'hui archidiocèse de Nueva Pamplona) et de Santa Marta. 
Nommé suffragant de l'archidiocèse de Carthagène des Indes lors de sa création, il intègre la province ecclésiastique de l'archidiocèse de Nueva Pamplonale le 29 mai 1956.
Par un décret du 16 novembre 1983 de la congrégation pour les évêques, elle change de nom pour celui de prélature territoriale de Tibú, commune créée en novembre 1977 où se déplace le siège de la prélature avec la création d'une église dédié à saint Louis Bertrand.
Le 29 décembre 1998, la prélature territoriale est élevée au rang de diocèse par la constitution apostolique Quam provido du pape Jean-Paul II.

## Évêques
- Sede vacante (1951-1953)

- Juan José Díaz Plata, O.P (13 septembre 1953 - 2 août 1979)
- Jorge Leonardo Gómez Serna, O.P (9 octobre 1980 - 6 mars 1986), nommé évêque de Socorro e San Gil
- Horacio Olave Velandia (23 janvier 1988 - 17 mars 1988)
- Luis Madrid Merlano (21 mai 1988 - 19 avril 1995), nommé évêque de Cartago
- José de Jesús Quintero Díaz (5 janvier 1996 - 23 octobre 2000), nommé vicaire apostolique de Leticia
- Camilo Fernando Castrellón Pizano, S.D.B (23 avril 2001 - 2 décembre 2009), nommé évêque de Barrancabermeja
- Omar Alberto Sánchez Cubillos, O.P (8 juin 2011 - 12 octobre 2020), nommé archevêque de Popayán
- Israel Bravo Cortés, depuis le 5 novembre 2021